# 佐法尔战争
佐法尔战争，又称佐法尔叛乱、阿曼内战、阿曼佐法尔人民武装斗争，是1962年—1976年发生在阿曼苏丹国佐法尔省的一场叛乱。阿曼政府一方得到英国和伊朗的支持，而亲共的佐法尔叛乱方得到了南也门、苏联、中华人民共和国的支持。最终叛军于1976年7月战败，阿曼苏丹有效控制全境。
1992年4月29日，阿曼政府与流亡也门南部的前佐法尔叛军达成全面和解，1530名前佐法尔叛军官兵编入阿曼军队序列。

## 背景
1962年时，阿曼是一个落后国家。在英国影响下的专制统治者苏丹赛义德·本·泰穆尔将几乎所有技术开发宣布为非法，并依靠英国的支持来维持国家的基本职能。阿曼当时是一个“英国保护国”，一个事实上的殖民地。在与大英殖民帝国合作期间，苏丹致力于维持铁腕政策，减缓国家的发展，因此损害了生活在恶劣条件下的阿曼人民。阿曼人民既憎恨傀儡苏丹，也憎恨英国统治者，双方背着人民相互谋取私利。时任外交部副部长的纳迪尔·本·阿里·本·费萨尔写了一本名为《苏丹与殖民主义》的书，书中指出苏丹只不过是一个没有任何权威的英国傀儡。
不仅在阿曼，在其他国家，特别是在另一个英国殖民地巴林，受到英国专横残暴的殖民统治压迫的阿拉伯人民的不满日益增加。当时佐法尔本身是阿曼的属地，但在文化和语言上与阿曼本土不同。

## 历史

### 叛乱初期
1962年，佐法尔慈善协会（Dhofar Benevolent Society，DBS）、佐法尔阿拉伯民族主义运动（Arab Nationalist Movement，ANM）和佐法尔士兵组织（Dhofar Soldiers’ Organisation，DSO）在一位心怀不满的部落首领穆萨拉姆·本·努弗尔的领导下合并为佐法尔解放阵线（佐解阵），并从沙特阿拉伯获得了武器和车辆。沙特阿拉伯和阿曼早些时候曾因布赖米绿洲的所有权发生冲突，沙特曾支持了1957年至1959年阿曼内陆绿山的两次失败的叛乱。佐法尔解放阵线还得到了曾领导早年叛乱的阿曼流亡伊玛目加利布·本·阿里的支持。佐解阵的成员里面有佐法尔分离主义者、纳赛尔主义者、小资产阶级民主主义者和共和派，甚至连当地一些保守的部落首领也加入其中。
佐解阵刚刚起步，很快就发生了分裂，原因是前慈善协会的成员希望得到武器和训练，但他们却得到了由阿拉伯民族主义运动的领导干部每周开设的秘密会议和关于严格的政治指导方针和纪律规则的课程。许多人觉得这些会议和课程让人筋疲力尽和无聊，在佐解阵成立几个月之后，就有几十人宣布退出。
为此，佐解阵决定开始实施武装行动。本·努弗尔和他的部下完成了一次史诗般的穿越鲁卜哈利沙漠到达佐法尔的任务。1962年12月，佐解阵袭击了英国皇家空军在佐法尔首府萨拉拉的机场的跑道灯、发电机和发电厂。1963年4月，穆萨拉姆·本·努夫尔伏击了两辆美国石油公司的汽车，其中一辆被扣留，另外一辆被他们推下悬崖，并击毙了一名宪兵。1963年6月9日，37个装束与当地人无异的佐解阵成员凭着他们手里仅有的9支枪，先后向位于佐法尔地区的舍马山的三个军营发起攻击，最后取得了共击毙68名敌军的大捷。以这三次攻打军营的“六·九革命”为开端，长达13年的阿曼佐法尔人民武装斗争就此拉开了帷幕。
在打响武装斗争的第一枪之后，佐解阵组建了佐法尔解放军（Dhufar Liberation Army），继续用打了就跑的游击战术，对佐法尔当地的石油公司设施和政府设立的哨所进行袭扰，同时在群众当中做工作，秘密发展佐解阵的成员。佐解阵这一时期的基本战略战术一共有三条：

1.攻击敌人的薄弱据点。

2.缴获敌人的武器装备来武装自己。

3.在白天到群众当中做工作，在夜晚发起战斗。
1965年初，佐解阵在瓦迪纳希兹召开了第一届代表大会，在大会上选举了优素福·本·阿拉维·本·阿卜杜拉为佐法尔民族主义者代表。大会负责人穆罕默德·艾哈迈德·加萨尼积极推动佐法尔地区民族主义的发展，并明确提出佐法尔独立于阿曼的分离主义原则，同时阐明了组织原则：武装斗争、集体领导、反对“部落、宗派和种族主义政权”。“阿拉伯民族的统一”被设定为组织的最终目标，而佐法尔的“自由和独立”则成为了组织当前的直接目标。
苏丹依靠“佐法尔部队”来维持该地区的秩序，这是一支在当地招募的非正规部队，只有60人。1966年4月，该部队的成员试图刺杀苏丹。这一事件改变了冲突的性质。苏丹退位回到塞拉莱的宫殿，再也没有出现在公众面前。而这只会加剧英国人通过“幽灵”苏丹统治阿曼的谣言。苏丹还违背英国顾问的建议，对佐法尔解放阵线发动了全面的军事进攻。苏丹军在佐法尔发起了严厉的搜索与歼灭任务，村庄被烧毁，水井被浇筑混凝土或炸毁。一名苏丹武装部队成员报告说，在遭到猛烈抵抗后，“证明这个阵地是无法拿下的，炸毁村里的水井后，我们撤离了营地。”

### 大胆的行动
从叛乱初期开始，邻近的亚丁保护国（后来的南阿拉伯保护国）的纳赛尔主义和其他左翼运动也参与其中。1967年，两件事件的结合使起义运动呈现出更具革命性的面貌。一个是以色列在六日战争中的胜利，这使得整个阿拉伯世界的舆论变得激进。另一个是英国从亚丁撤军和也门人民民主共和国（又名南也门）的建立。从那时起，叛乱分子就拥有了佐法尔附近的武器、补给和训练设施来源，以及来自南也门的新兵。佐法尔解放阵线的训练营、后勤基地和其他设施设立在距离阿曼边境仅几英里的沿海城镇豪夫。
佐法尔解放运动采用了马克思列宁主义的意识形态，目标是将“整个海湾地区从英帝国主义手中解放出来”。政治学家弗雷德·哈利迪在访问该地区时报告说，“无论我们走到哪里，我们都看到人们戴着毛泽东和列宁的徽章，阅读社会主义著作并进行讨论。”这些著作包括列宁、德国剧作家贝托尔特·布莱希特的作品以及一些与巴勒斯坦解放组织有联系的人的作品，例如作家和战略家加桑·卡纳法尼。
佐法尔解放阵线于1965年和1968年举行了两次代表大会，以确定该党的政治目标。在第二次代表大会上，佐法尔解放阵线更名为解放被占领的阿拉伯湾人民阵线（阿湾人阵，PFLOAG）。这两次代表大会通过的纲领带有强烈的共产主义色彩。其目标是建立“民主人民共和国”并将英国军队驱逐出阿曼。该党寻求制定宪法、解除戒严、恢复新闻和言论自由以及确保少数群体的权利。在经济问题上，它打算将石油公司国有化，发展工业并实施土地改革。该党呼吁更多的社会正义，并申明支持所有亚洲、非洲和拉丁美洲的解放运动。会议还提到了巴勒斯坦的斗争。阿湾人阵开设了男孩和女孩都可以入学的学校（1970年之前阿曼禁止女孩接受教育）。部落主义遭到反对，妇女获得了包括在武装斗争中的特定的地位。
走向马克思列宁主义的举动使阿湾人阵得到了南也门和中国的赞助。中国尤其迅速支持了阿湾人阵，因为它是一个以农民为基础的组织，赋予其强大的毛主义信誉。中国对阿湾人阵的支持对他们来说还有另一个好处，因为它可以平衡苏联在印度洋日益增加的影响力。中国很快在亚丁设立了大使馆，“也门政权允许其领土被用来向阿湾人阵输送武器”。
佐法尔解放阵线的转型，加上中国和苏联新供应的武器装备和更好的训练，确保了阿湾人阵的武装部队转变为一支有效的战斗力量。1968年5月，阿曼苏丹武装部队的一个营对佐法尔山脉的叛军据点发起进攻，但被全副武装、组织严密、训练有素的叛军击败。
然而，阿湾人阵的激进化导致了本·努弗尔等主要为地方自治和承认而战的人和更教条主义的革命者（由穆罕默德·艾哈迈德·加萨尼领导）之间的分裂。本·努弗尔的副官之一赛义德·本·盖尔是一位早期有影响力的苏丹部队叛逃者。尽管如此，到1969年，阿湾人阵战士已经占领了佐法尔山的大部分地区，并切断了穿越它的唯一道路——从塞拉莱到北部沙漠中的“中途岛”（图姆莱特）。他们被苏丹武装部队称为“Adoo”，阿拉伯语意为“敌人”，有时也称为“前线”，而阿湾人阵的战士自称为人民解放军。他们装备精良，拥有卡拉什尼科夫自动步枪和SKS半自动步枪等武器。他们还使用DShK重机枪，口径达82毫米的迫击炮和140毫米BM-14或122毫米“喀秋莎”火箭弹。到1970年，共产党人控制了整个杰贝尔，他们瓦解了传统的部落结构。年轻人被派往中国和苏联接受游击战训练。

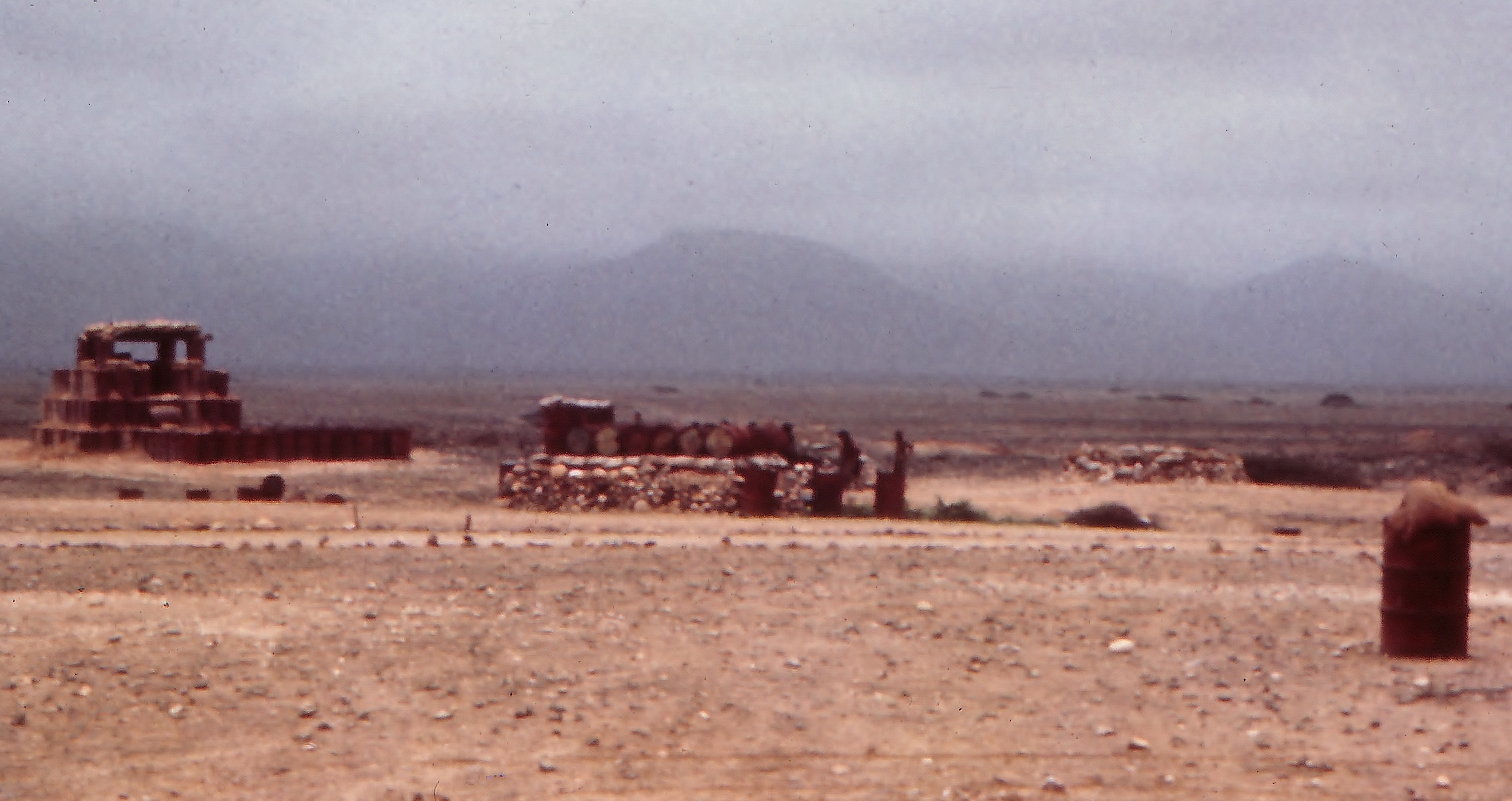
由装满沙子的油桶制成的“刺猬”防御石堆，用来保护塞拉莱机场

1968年，佐法尔的苏丹武装部队兵力不足，仅有1,000 人。他们的装备也很差，主要是二战老式武器，例如手动枪机，这些武器不如阿湾人阵的现代枪械。这些步枪直到1969年底才被FN FAL自动步枪取代。苏丹武装部队就连衣服和靴子也破烂不堪，也不适合当地的地形。苏丹武装部队普遍没有接受过适当的训练，无法在自己的阵地上面对顽强的游击队，而且没有一个阿曼人的军衔高于中尉（因为苏丹担心武装部队会反对他的统治）。苏丹武装部队通常无法以不足连的兵力在杰贝尔山开展行动（这使得他们的行动笨拙且引人注目），并且主要局限于塞拉莱及其附近地区。在不同时期，英國皇家空軍地面團第2（伞兵）、第15（野战）和第51（野战）中队以及其他单位（一支英国皇家炮兵定位部队、一支约旦皇家炮兵的5.5英寸中型炮台，以及苏丹炮兵的QF 25磅榴弹炮炮台）必须部署以保护塞拉莱重要的机场免受渗透者以及迫击炮和火箭弹的骚扰。
阿曼北部地区的其他叛乱分子组成了一个独立的抵抗运动，即解放阿曼和阿拉伯湾民族民主阵线（阿湾民阵，NDFLOAG）。1970年6月，他们袭击了位于尼兹瓦和伊兹基的两个苏丹武装部队哨所。但是这次攻击以失败告终，追捕他们的阿曼苏丹军队两死一伤，而这支小队有五个人不幸牺牲，其中包括三名中央委员，其余的幸存者被捕。由于伊兹基行动的失败，阿湾民阵原定在尼兹瓦的一处军营发起的袭击和预备在马斯喀特和米纳法尔的石油公司综合大楼进行的破坏和暗杀行动全部取消。在随后的大搜捕中，英军和阿曼苏丹军队破坏了存放在穆蒂（Muti）、苏尔（Sur）和马特拉（Matrah）的阿湾民阵武器库，警察抓了阿湾民阵的四名中央委员。阿湾民阵被迫停止一切活动，因为整个领导层已经暴露了。
在这种情况下，阿湾民阵开始与阿湾人阵进行接触。在1971年6月的阿湾人阵“三大”上，阿湾民阵被邀请参加会议，并在会上讨论了两个组织进行合并的可能性。在经过几个月的酝酿之后,阿湾人阵和阿湾民阵在1971年12月正式宣布合并为解放阿曼和阿拉伯湾人民阵线（Popular Front for the Liberation of Oman and the Arab Gulf），其缩写仍旧是阿湾人阵（PFLOAG）。在合并后的新组织的中央委员会当中，来自阿湾人阵的委员有13人，来自阿湾民阵的代表有8人。不过这两个组织在阵线内部仍旧保留了各自独立的组织结构。
与此同时，伊兹基行动让许多人（包括苏丹的英国顾问和支持者）相信需要新的领导。

### 1970年阿曼政变

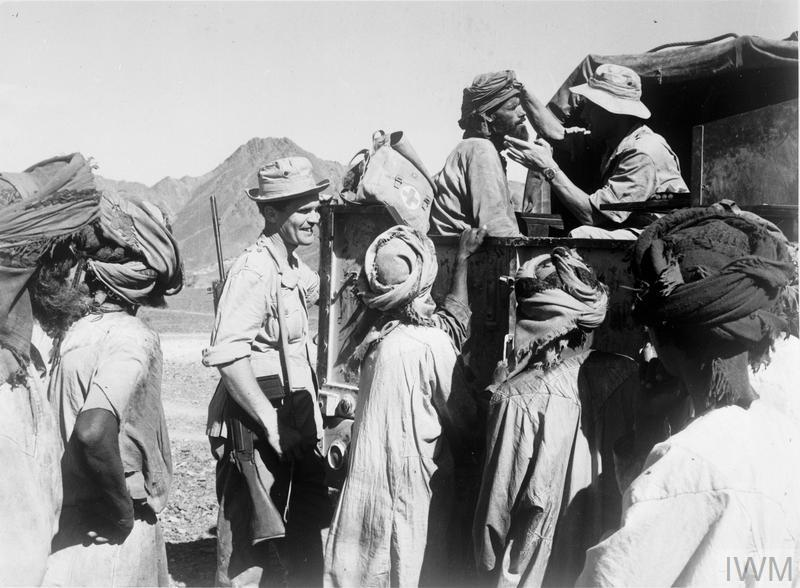
来自特种空勤团的英国士兵为偏远的延曲尔平原的村民提供医疗服务，这是“心灵与思想”活动的一部分

在1970年7月23日的阿曼政变中，赛义德·本·泰穆尔被废黜并流亡伦敦。他的儿子卡布斯·本·赛义德·阿勒赛义德接替了王位，并立即发起了重大的社会、教育和军事改革。卡布斯受过良好的教育，先是在塞拉莱接受了一位阿拉伯老学者的教育，然后又在桑赫斯特皇家军事学院接受了良好的教育，之后他被任命加入卡梅伦团，该团是英国陆军苏格兰步枪队的一个团。然后，他完成了学业，担任理事会成员、参加委员会会议并参观了英国的工业和行政中心，然后返回阿曼。他的“五点计划”包括：
- 对所有反对他父亲的臣民进行大赦；
- 佐法尔作为苏丹私人封地的古老地位结束，并作为“南部省份”正式并入阿曼；
- 对不接受大赦提议的叛乱分子进行有效的军事打击；
- 强有力的全国性发展计划；
- 外交举措的目的是让阿曼被承认为一个真正的阿拉伯国家，拥有自己的合法政府形式，并使南也门无法获得其他阿拉伯国家的支持。

政变发生后数小时内，英国特种空勤团士兵飞往阿曼，进一步支持反叛乱行动。他们确定了有助于打击阿湾人阵的四种主要策略：
- 民政管理和“心灵与思想”运动；
- 情报收集和整理；
- 兽医援助；
- 医疗援助[28]。

佐法尔地面军事指挥官（而不是英国国防部）建议实施“心灵与思想”运动，该运动将主要由特种空勤团的一支部队实施（25人）。当时的英国保守党爱德华·希思政府支持这种非常规的平叛运动方法。它批准部署20名英国英国皇家工兵部队人员，帮助建设学校和医疗中心，并为佐法尔人民打井。皇家陆军医疗队野战外科小组和一些皇家空军医疗队也将在塞拉莱医院外开展行动，以便在冲突中开辟人道主义战线。英国政府还为佐法尔发展计划的制定提供了资金支持，该计划的目的是通过佐法尔的现代化使阿湾人阵失去人民的支持。这次行动几乎是大约二十年前在马来亚紧急状态中被证明是成功的计划的翻版。
为了协助民事发展并与军事行动相协调，佐法尔的指挥结构进行了重组。新任命的瓦利布莱克·本·哈穆德被赋予与佐法尔旅军事指挥官（1972年前是准将杰克·弗莱彻，1972年后是准将约翰·阿克赫斯特）同等的地位。

英国海报上的说明文字：“上帝之手摧毁共产主义”

政府做出了重大努力来反击叛乱分子的宣传并诱导佐法里民众支持政府。政府宣传伊斯兰教和传统部落价值观和习俗，反对叛乱分子的世俗或唯物主义教义。政府宣传的一个重要渠道是许多廉价的日本晶体管收音机，这些收音机被廉价出售或免费分发给前往塞拉莱和其他政府控制的城镇出售柴火或蔬菜的吉巴利人。虽然阿湾人阵也可以通过广播进行宣传，但政府的宣传是事实性的、低调的，而亚丁电台广播的反叛分子的宣传很快就被认为是夸大和陈规定型的。
1970年12月27日，苏丹卡布斯接受了《海湾》的采访，并对佐法尔的局势发表评论说：
这场危机已经过去，但其后遗症仍然存在。在[掌权的]第一天，我们向那里的不满者伸出了手，告诉他们，他们所抱怨的自由和服务的缺乏，例如教育和健康，将会结束；他们有责任挺身而出并表现出他们的善意；我们应该共同合作，过去遗留下来的缺陷需要我们投入全部时间来应对。

### 政府举措

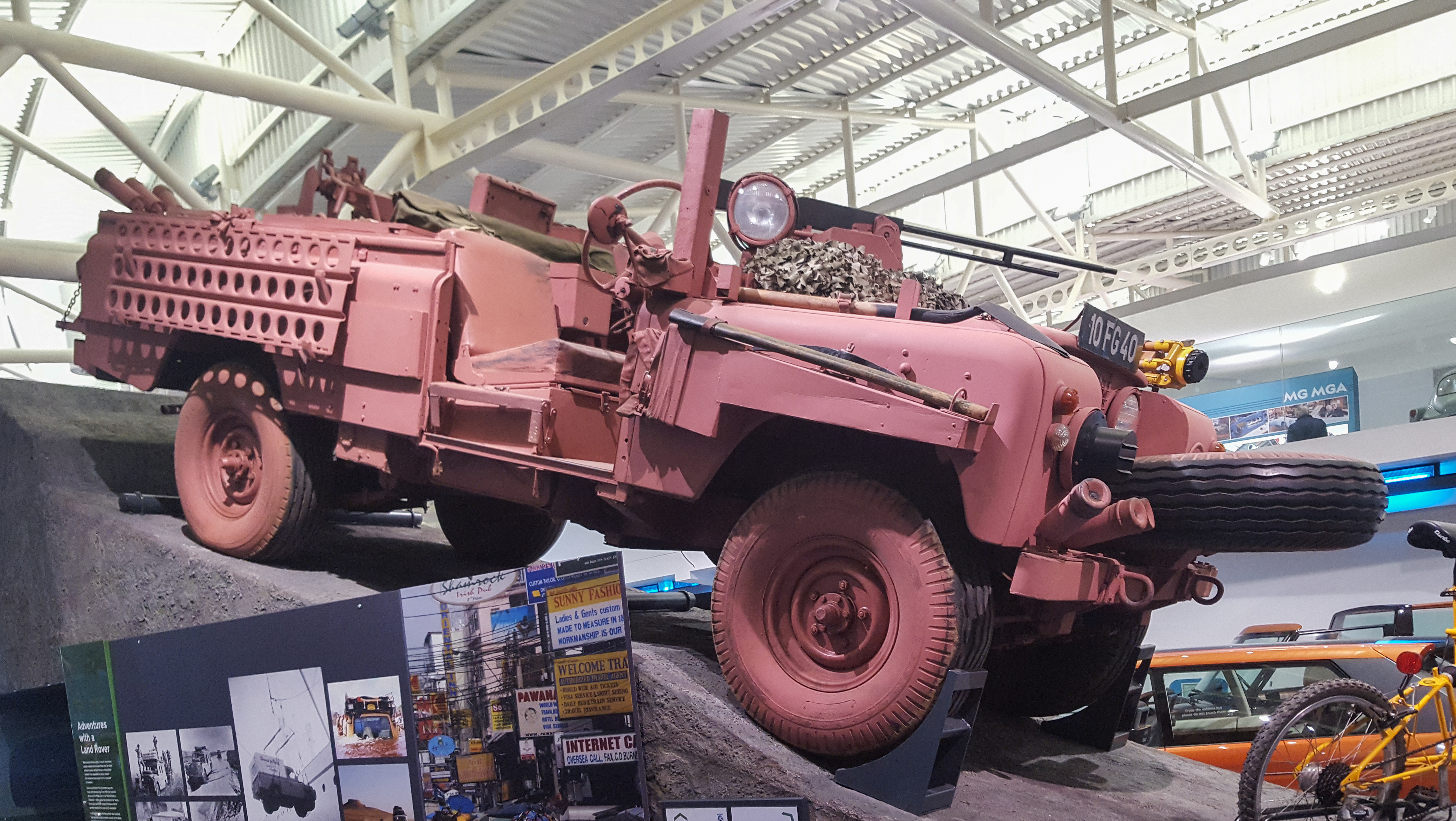
“粉红豹”，著名的特种空勤团车辆，在叛乱期间使用

对起义产生重大影响的一步是政府宣布对投降的战士进行大赦，并帮助保卫他们的社区免受叛乱分子的侵害。政府承诺向改变立场的叛乱分子提供现金奖励，如果他们携带武器，还会获得奖金。在反叛运动的阿湾人阵两翼分裂之后，几位著名的反叛领导人改变了立场，其中包括本·努弗尔本人和他的副手萨利姆·穆巴拉克，后者曾指挥阿湾人阵东部地区。
叛逃到苏丹武装部队的叛乱分子组成了“菲尔卡因”（Firqat）非正规部队，由来自特种空军的英国陆军训练队训练。萨利姆·穆巴拉克在建立第一个菲尔卡因（也是唯一一个由多个部落成员组成的组织）部队方面发挥了重要作用，但在其第一次成功行动后不久就因心力衰竭而去世。这些叛乱分子最终组建了18个菲尔卡因部队，每个部队的人数在50到150人之间。他们通常给自己取与伊斯兰教有关的名字，例如“菲尔卡因萨拉丁”或“菲尔卡因哈立德·本·瓦利德” 。与之相对应的，阿湾人阵的一些部队以意识形态命名，如胡志明和切·格瓦拉。这些菲尔卡因部队在消灭当地对叛乱分子的支持方面发挥了重要作用。作为“吉巴利人”（在许多情况下，他们与杰贝尔河社区之间有家庭联系），他们比正规的苏丹武装部队的阿曼北部人或俾路支人更擅长当地情报收集和“心灵和思想”活动，尽管他们拒绝参加部落地区外或斋月期间的行动，激怒了正规武装部队的指挥官。
1971年10月，为在杰贝尔河上重新建立苏丹的权威，政府军迈出了重要的第一步。他们发动了美洲虎行动，5支菲尔卡因部队、苏丹武装部队的三个连和特种空勤团的两个中队参与此次行动。经过激烈的战斗后，政府军首次在佐法尔东部重新夺得了一处活动地区，并以此作为进攻东部解放区的跳板。特种空勤团推出了两种新武器来武装机动性强但装备轻型的菲尔卡因：可快速射击的FN MAG通用机枪，它比此前苏丹武装部队使用的布伦轻机枪可以发射更重的火力，以及勃朗宁M2重机枪，与阿湾人阵使用的DShK重机枪相匹配。
与此同时，苏丹武装部队的常规部队得到了扩充和重新装备。来自英国陆军和英国皇家海军陆战队（以及巴基斯坦陆军）的额外军官和士官教官被部署到所有部队（每个步兵营名义上有22名英国人员或合同人员），而阿曼人员则接受教育和训练，成为军官和高级士官。英国的专业部队，包括迫击炮定位雷达部队和炮兵观察官，也在阿曼进行了数年的轮换。
重新焕发活力的苏丹武装部队建立了从海岸向北延伸至杰贝勒山顶的防御线，以阻止叛乱分子的行动以及从南也门运送补给品的骆驼队的行动。“豹线”于1971年建成，但该线在接下来的季风季节因无法供应而不得不废弃。更为有效的“角树防线”建于1972年，从塞拉莱西海岸的穆格赛尔向北延伸。这些防线由位于制高点的强化排和连前哨组成，并通过铁丝网连接起来。这些哨所拥有迫击炮，有些还配备火炮，为巡逻提供掩护，并骚扰叛军阵地和他们使用的轨道。苏丹武装部队士兵不断从前哨出动，在最有可能的敌人渗透路线上伏击，并对叛军的迫击炮和火箭发射阵地发起攻击。苏丹武装部队还在渗透路线上埋设杀伤人员地雷。叛军也同样对可疑的苏丹武装部队巡逻基地使用杀伤人员地雷，甚至在苏丹武装部队车辆使用的轨道上埋设反坦克地雷
1972年4月17日，苏丹武装部队的一个营派出一架直升机降落，占领了靠近南也门边境的萨法伊特一个代号为“辛巴”的阵地。被占领的阵地俯瞰着叛军沿海岸平原的补给线，但并不能够阻挡他们。尽管需要运输机和直升机维持萨法伊特阵地的要求迫使苏丹武装部队放弃了杰贝尔东部的一些阵地，但萨法伊特仍然保留了四年。

### 叛军反攻

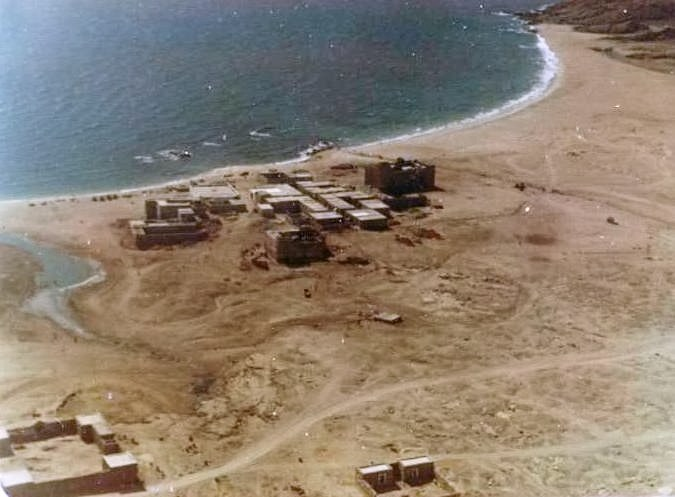
米尔巴特的英国基地是一场激烈战斗即米尔巴特之战的地点

中国与伊朗建立关系后，中国立即切断了对佐法尔叛乱分子的所有支持，中国改变了对叛乱的看法，因为它认为叛乱对对抗苏联起反作用。此前为了对抗中国在阿湾人阵和佐法尔地区当中的影响力，苏联向阿湾人阵提供了大量援助。1969年8月，苏联派来的“专家”在南也门会见了当地的阿湾人阵代表，并承诺将在1971年前向阿湾人阵提供1000万美元的资金，来自苏联、捷克斯洛伐克的各式武器装备、军事教官和军政培训随即大量到来。亲华的加萨尼在组织内部遭到了亲苏的主流派的排挤和边缘化，原本担任阿湾人阵总指挥部执行委员会负责人的他在1971年被“分配”到阿湾人阵的对外联络部门，偶尔充当亚丁广播电台的阿湾人阵节目的主持人。也正是这一原因，中国认定阿湾人阵已经倒向了苏联一边，从1972年之后逐渐减少了对阿湾人阵的支持，《人民日报》在1973年之后也不再对阿曼佐法尔人民武装斗争进行报导。
由于阿曼政府、“菲尔卡因”和正规苏丹武装部队采取的各种措施，叛乱分子被剥夺了当地的支持和来自南也门的供给。1971年6月在拉库特举行的阿湾人阵第三次全国代表大会上认识到了这一点。大会提出了一些军事改进建议，例如加强纪律以避免浪费弹药以及加强部队之间的协调。大会承认，由于“人民法院”的不分青红皂白的惩罚、阿湾人阵无法配合政府的民事援助计划以及政府宣传伊斯兰教而非马克思主义的信息服务的有效性，阿湾人阵已经疏远了许多当地居民。
为了挽回军事局势，叛乱分子在1972年季风季节对沿海城镇米尔巴特发动了大规模进攻。1972年7月19日，在米尔巴特之战中，250名叛军战士袭击了100名正在训练的各种“菲尔卡因”、准军事“阿斯卡斯”（武装警察）和特种空勤团的一支分队。尽管“哈里夫”期间云层覆盖率很低，但仍可以使用“打击大师”飞机提供空中支援，并且还有直升机降落在特种空勤团增援部队上。叛军被击退，损失惨重。

### 伊朗介入
由于卡布斯苏丹的外交举措，伊朗国王穆罕默德-礼萨·巴列维于1973年派遣了一支1,200 人的伊朗帝国陆军旅及自己的直升机协助苏丹武装部队。该旅首先保卫了塞拉莱-图姆莱特公路，而他们的直升机在保证孤立的“辛巴”阵地的供应方面发挥了至关重要的作用。1974年，伊朗在阿曼的部队扩大为伊朗帝国特遣部队，人数达到4000人。他们试图建立另一条封锁线，代号为“达马万德线”，从萨法伊特以东几英里的“曼斯顿”一直延伸到靠近南也门边境的海岸。叛乱分子的强烈反对，以及来自南也门内部的炮火，使这一目标在几个月内受阻。最终，在1975年1月6日，拉赫尤特镇（阿曼人阵长期以来一直将其作为其解放领土的首府）落入了伊朗特遣部队的手中。
巴列维以保卫霍尔木兹海峡的需要为自己对阿曼的干预辩护：“想象一下，这些野蛮人如果占领霍尔木兹海峡的另一岸，即波斯湾的入口处。我们的生命取决于此。那些与苏丹交战的人都是野蛮人。他们甚至可能比共产主义者还糟糕”。战争结束后，伊朗军队仍留在该国，但在伊朗伊斯兰革命后撤出。

### 叛乱的最终失败
1974年1月，经过数次分裂和背叛后，阿湾人阵决定重组。此后便分裂为解放阿曼人民阵线（阿曼人阵）和解放巴林人民阵线。前者继续在佐法尔地区开展武装斗争，后者在巴林进行“地下工作”，也派出成员参加佐法尔的武装斗争。他们公开收缩目标的同时，他们从苏联和中国获得的支持也减少了。与此同时，“菲尔卡因”逐渐将叛乱分子从盖拉山和塞姆汉山清除，叛军被赶到盖迈尔山西部。
尽管如此，叛军的韧性和技巧仍然赢得了对手的尊重。 1975年1月，在仓促组织的达拉布行动中，苏丹武装部队试图占领谢尔什蒂洞穴 (Shershitti Caves) 的叛军主要后勤基地。苏丹武装部队一个营的一个连走错了路线，在洞穴上方的阿曼人阵“杀戮场”中误入伏击，伤亡惨重。

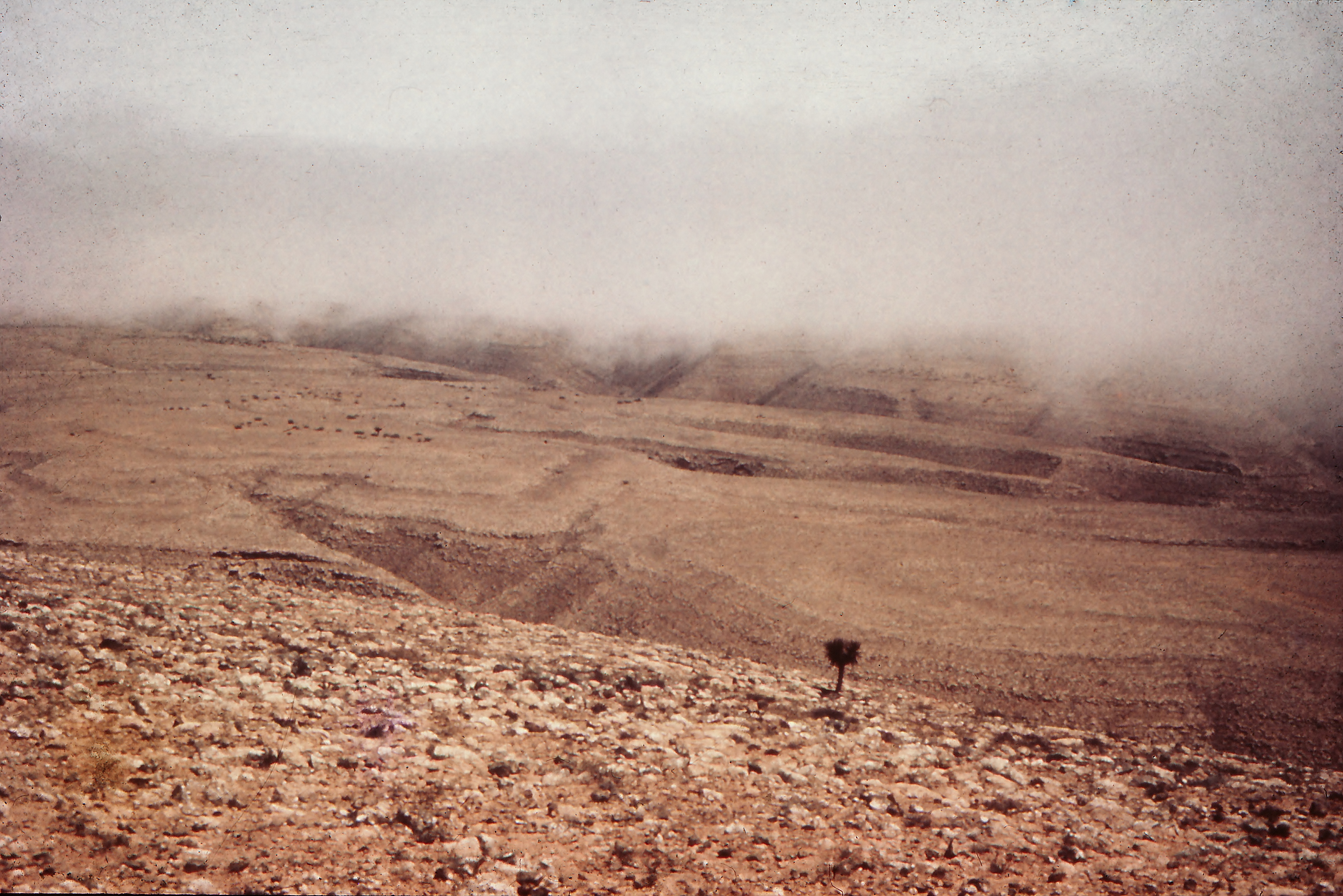
“哈里夫”（季风）季节开始时，从杰贝勒卡拉的阿克科特看到的景色

1975年2月下旬，苏丹武装部队的三个营在达马万德线和角树线之间的塞姆汉山崎岖的阿绍克河谷消灭了叛军“6月9日”团（以叛乱爆发的周年纪念日命名）的大部分部队。这很大程度上恢复了苏丹武装部队的士气。
在接下来的几个月里，苏丹武装部队占领了迪法的一个机场，但在“哈里夫”期间无法立即使用它。来自南也门的一些正规军增援了阿曼人阵的战士，还首次部署了9K32便携式防空导弹。然而，这种武器的过早使用却让他们失去了出其不意的优势。此外，苏丹空军还从约旦皇家空军购买了31架霍克猎手战斗机。防空导弹对抗这些飞机的效果远不如对抗“打击大师”的效果。
1975年10月，苏丹武装部队发起最后攻势。10月中旬，阿曼苏丹军队占领了萨尔法特（Sarfait）的海岸线，从而封锁了来自南也门的所有补给线。10月底，阿曼人阵西部解放区的重要据点谢尔希蒂（Shershetti）洞穴建筑群在经过长期的包围和大规模攻击后倒塌。12月1日，阿曼人阵在佐法尔的最后一个永久阵地——沿海村庄达尔库特（Dhalkut）——沦陷。
从1976年1月起，阿曼人阵逐渐带领着剩余的部队和领导机关撤到了南也门境内。布置在南也门边境的阿曼人阵和南也门国防军的炮兵为掩护阿曼人阵撤退而进行的炮击一直持续到4月30日。在接下来的几年里，南也门继续忠实和无条件地支持他们：阿曼人阵在南也门边境地区仍旧可以保留他们的营地、学校、活动基地等设施，在亚丁的办事处照旧开门，也可以继续使用亚丁的广播电台。但是元气大伤的他们成了一群寄居在国外的难民，再也不复以往的实力了。
尽管如此，还是有近120名阿曼人阵成员拒绝撤退，他们继续留在佐法尔坚持战斗，阿曼人阵也派出小股部队继续在佐法尔境内开展零星的武装活动。直到1979年，仍旧有一些游击小组一直留在佐法尔。根据阿曼官方的记录，阿曼人阵的最后一次武装行动发生在1979年5月9日的佐法尔东部地区。

## 事后
战争结束时，英国的影响力仍然相当大。伦敦《泰晤士报》驻阿曼特使在1976年这样解释：
我遇到的大多数公务员和所有军官，除了一个例外，都是英国人。帕金斯少将本人（阿曼军队总司令）向我们保证，“如果英国从阿曼撤军，那将是灾难性的”[……]。在阿曼服役对于派驻在这里的军官的培训非常有用。 [……]它是世界上唯一一个可以发动这样一场战争的国家，一场使用各种武器的大规模战争。”
在阿曼佐法尔人民武装斗争失败的同一时间，整个中东也发生了巨大的变化。阿拉伯世界的激进左派运动随着1979年伊朗伊斯兰革命之后兴起的政治伊斯兰运动而变得过气，并在此之后逐渐走向了油尽灯枯的结局。1983年10月27日，南也门和阿曼双方同意在互相尊重主权和互不干涉内政的基础上建立大使级外交关系。1985年8月，双方互派常驻大使。此后陷入内战的南也门也中断了对阿曼人阵的支持。阿曼苏丹政府在1980年代推出了针对阿曼人阵流亡分子的大赦政策，吸引了越来越多的人投降。1992年，南北也门统一，被南也门收留的1500多名阿曼人阵及其武装力量的成员与苏丹政府达成了合并到阿曼军队的协定，阿曼人阵也更名为“阿曼人民民主阵线”（People's Democratic Front of Oman，PDFO），宣布自己“为和平与民主而斗争”，但此后至今不再有任何消息。解放巴林人民阵线也于2001年被“全国民主行动协会”取代。至此，阿拉伯世界的“后六七”激进左派在阿拉伯湾地区仅剩的一点遗产终于烟消云散。